# Rettungswurf
Ein Rettungswurf (engl.: saving throw) ist ein für Pen-&-Paper- und Tabletop-Spiele typischer Spielmechanismus, der es ermöglicht, drohenden Schaden mit einem erfolgreichen Würfelwurf von einer Spielfigur abzuwenden. Die Bedrohung ist dabei üblicherweise gegen die körperliche oder geistige Gesundheit der Spielfigur gerichtet, und die Rettung erfolgt entweder durch eine geeignete Fähigkeit der Figur oder durch Magie, göttliches Eingreifen oder andere übernatürliche Effekte.
Die Möglichkeit eines Rettungswurfes für eine Figur repräsentiert deren potentielle Fähigkeit, der entsprechenden Gefahr zu entgehen oder die Auswirkungen zumindest abzuschwächen. Dabei können typische regeltechnische Attribute wie Mut, Klugheit, Geschicklichkeit, Kraft sowie Begabungen oder Fertigkeiten eine Rolle spielen. Auch der Besitz bestimmter Gegenstände, das Vorhandensein übernatürlicher Schutzmächte oder einfach nur Glück zu haben (im Sinne eines glücklichen Zufalls oder schicksalhafter Begünstigung) kann durch die Möglichkeit zu einem Rettungswurf repräsentiert werden. Manche Regelsystem sehen vor, dass mit steigender Erfahrung einer Figur deren Anzahl oder Erfolgschancen von Rettungswürfen steigen. Nicht zuletzt können Spielleiter aus unterschiedlichsten Gründen Rettungswürfe erlauben, beispielsweise  als Belohnung für eine besonders kreative Idee oder eine besonders schön gespielte Szene.
Der konzeptuelle Übergang von Rettungswürfen zu anderen regeltechnischen Formen der „Gefahrenabwehr durch erfolgreiches Würfeln“ ist fließend. So sind Rettungswürfe beispielsweise bei Dungeons and Dragons und Warhammer wesentliche Bestandteile der Regeln, während sie im Spiel Das Schwarze Auge zumindest dem Namen nach nicht vorkommen.